# BCS (entreprise)
Ne doit pas être confondu avec BCS Group.
Pour les articles homonymes, voir BCS.
BCS S.p.A., acronyme de "Bonetti, Castoldi, Speroni", est une entreprise industrielle italienne, spécialisée dans la conception et la production de tracteurs agricoles, motoculteurs, faucheuses et équipements pour la fenaison. Elle fait partie du groupe éponyme BCS Group.

## Histoire
La société 'BCS SpA a été créée en 1943 par Luigi Castoldi. En seulement quelques années, la société acquiert une dimension respectable en disposant d'une trésorerie saine, d'une structure dirigeante compétente, comme le modèle italien des sociétés moyennes dans le domaine industriel spécialisée dans le machinisme agricole d'après guerre. 
L'activité débute dans un minuscule atelier implanté dans la ville d'Abbiategrasso, une petite ville très dynamique dans la plaine du Ticino, aux portes de la capitale industrielle Milan. Le jeune ingénieur voit chaque jour les journées à rallonge des paysans obligés de travailler la terre avec des engins archaïques les champs fertiles de la plaine. Ingénieur donc ingénieux et inventif, il conçoit une faucheuse montée sur un châssis équipé d'un moteur de puissance réduite avec un guidon pour la direction de l'engin et une commande pour la transmission et une autre pour la coupe. La première machine baptisée MF 243 était née; elle représentait une véritable révolution pour le travail agricole en réduisant la fatigue et la durée du fauchage de façon notoire.
Le succès remporté par cette première invention fut tel que le jeune ingénieur se pencha sur tous les travaux agricoles et décida de poursuivre sa réflexion inventive dans ce secteur d'activité. Il développa ainsi une gamme complète d'outils pour soulager au mieux les hommes des travaux pénibles. Après la faucheuse mécanique, il inventa la moissonneuse-lieuse. À la fin des années 1960, la société se diversifie dans le secteur des espaces verts, activité devenue incontournable dans les villes où les populations disposent de jardins de petite dimensions qui nécessitent des outils adaptés. Il crée les premiers motoculteurs multifonctionnels “légers” et de petites dimensions, destinés à un marché pour lequel il n'existait aucun outil mécanique de taille adaptée. 
À partir de 1970, pour répondre à la demande croissante de performances et de rendement dans l'agriculture, toute la gamme a été repensée et renouvelée. Depuis, la société reste toujours à l'avant garde dans ce domaine.

## Production actuelle
- Faucheuses - débroussailleuses
- Motoculteurs
- Machines pour espaces verts
- Machines pour la fenaison
- Tracteurs isodiamétriques : K105, Invictus K300 K400 K600, Valiant 600 V650, Vithar V800, Volcan V800
- Tracteurs traditionnels : Vivid 400, Volcan SDT V800
- Tracteurs à roues et chenillettes : Sky Jump V950 Dualsteer

Les modèles de la marque sont équipés de moteurs diesel du constructeur italien VM Motori, filiale de Fiat Powertrain Industrial.

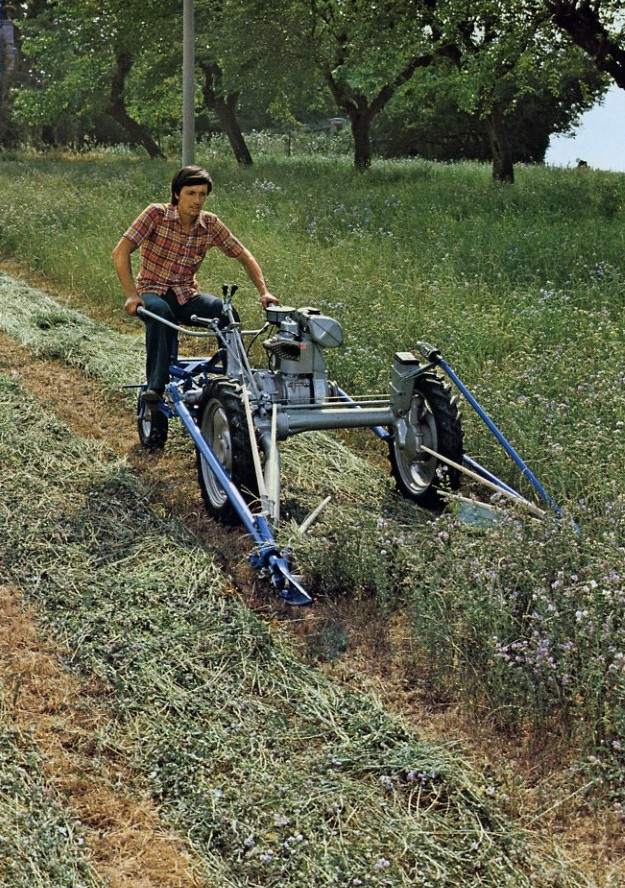
Faucheuse modèle 622.

La devise imposée par le fondateur, l'Ing. Fabrizio Castoldi, président du Groupe BCS est : « Sempre un passo avanti... perché soddisfare il presente non ci è mai bastato ! » (« Toujours un pas d'avance ... parce que satisfaire le présent ne nous a jamais suffi ! »).